# Het Kruispunt (Prinsenbeek)
Het Kruispunt is een protestants kerkgebouw in de tot de Noord-Brabantse gemeente Breda behorende plaats Prinsenbeek, gelegen aan de Harmonielaan 24.

## Geschiedenis
De -oorspronkelijk Hervormde- gemeente van Prinsenbeek ontstond in 1971, in een tijd dat de bevolking van het dorp zich snel uitbreidde.
Vanaf 1974 maakte men gebruik van een houten noodkerk en deze werd in 1986 gesloopt nadat in hetzelfde jaar een definitieve kerk in gebruik werd genomen, ontworpen door Hendrik Jan Groeneweg. Het betreft een sober en laag kerkgebouw met een bescheiden, uit metalen buizen opgebouwd, klokkentorentje. Opvallend is de door een koepel afgedekte kerkruimte.